# Freedom (canción de Erasure)
«Freedom» es el vigesimosexto disco sencillo publicado del grupo inglés de música electrónica Erasure, lanzado en 2000.
Este sencillo es una canción compuesta por (Clarke/Bell).

## Descripción
Freedom fue el primer sencillo adelanto del álbum Loveboat. Este sencillo llegó al puesto 27 en el ranking británico y 80 en Alemania.

## Lista de temas
| CD Sencillo (CDMUTE244) 1. «Freedom» 2:53 2. «Better» 3:43 3. «Freedom» (Acoustic Version) 3:15 CD Sencillo (LCDMUTE244) 1. «Freedom» (Motiv 8 Radio Mix) 3:40 2. «Freedom» (JC's Freedom Of Flight Remix) 5:45 3. «Freedom» (MARK'S Guitar Vocal) 9:07 Vinilo Sencillo (12MUTE244) - A1. «Freedom» (Quake Vocal Remake) 8:44 - AA1. «Freedom» (Untidy Dub) 8:17 Vinilo Sencillo (L12MUTE244) - A1. «Freedom» (MARK'S Guitar Vocal) 9:07 - AA1. «Freedom» (MARK'S Jail Term Dub) 9:37 Vinilo Promo (P12MUTE244) - A. «Freedom» (Motiv8 Vocal Liberation Mix) 6:12 - AA. «Freedom» (JC's Freedom Of Flight Remix) 5:48 Vinilo Promo (PL12MUTE244) - A. «Freedom» (Quake Vocal Remake) 8:44 - AA. «Freedom» (Untidy Dub) 8:17 | Vinilo Promo (PLX12MUTE244) - A. «Freedom» (MARK'S Guitar Vocal) 9:07 - AA. «Freedom» (MARK'S Jail Term Dub) 9:37 CD Promo (RCDMUTE244) 1. «Freedom» (Radio Mix) 2:53 2. «Freedom» (Motiv 8 Radio Mix) 3:18 Otros Mixes 1. «Freedom» (Telephone Promo) 1:01 2. «Freedom» (JC's Freedom Of Flight Edit) 2:56 3. «Freedom» (Motiv8 Edited Radio Mix) 3:26 4. «Freedom» (Motiv8 12″ Vocal Mix) 6:15 5. «Freedom» (Motiv8 12″ Instrumental) 6:18 6. «Freedom» (Motiv8 12″ Dub) 6:24 Vinilo Promo (12VAA001) (1) - A. «Freedom» (Quake Vocal Mix) - AA. «Freedom» (Quake Dub Mix) |

(1) Para este sencillo se lanzó un vinilo acreditado a V & A y sin mencionar a Erasure, como estrategia para que los Djs no se dejen llevar por sus prejuicios.

## Créditos
Este sencillo tiene un lado B, «Better» escrito por (Clarke/Bell).

- Diseño: Intro
- Gráficos computarizados: Martin Gardiner

## Datos adicionales
En el álbum Buried Treasure II se encuentra la sesión original de estudio de Freedom.